# Пацапуле
Пацапуле, Пацак — річка у Хотинському, Новоселицькому й Бричанському районах України (Чернівецька область) та Молодови, ліва притока Пруту (басейн Дунаю).

## Опис
Довжина річки 23 км., похил річки — 3,1 м/км. Формується з багатьох безіменних струмків. Площа басейну 101 км².

## Розташування
Бере  початок на північному сході від села Ворничани і тече переважно на південний схід через Данківці. Перетинає українсько-молдовський кордон і на південно-західній околиці села Кривої впадає у річку Прут, ліву притоку Дунаю. 
Річку перетинає автомобільна дорога Т 2610. 
Населені пункти вздовж  берегової смуги: Крутеньки, Балківці, Несвоя, Подвірне.